# Medolago
Medolago é uma comuna italiana da região da Lombardia, província de Bérgamo, com cerca de 2.047 habitantes. Estende-se por uma área de 3 km², tendo uma densidade populacional de 682 hab/km². Faz fronteira com Calusco d'Adda, Chignolo d'Isola, Cornate d'Adda (MI), Paderno d'Adda (LC), Solza, Suisio, Terno d'Isola.

## Demografia
| Variação demográfica do município entre 1861 e 2011                               |
|                                                                                   |
| Fonte: Istituto Nazionale di Statistica (ISTAT) - Elaboração gráfica da Wikipedia |